# Brigada de los Sunitas Libres de Baalbek
La Brigada Suní Libre de Baalbek, conocida también como Brigada Ahrar al-Sunna Baalbek, fue un grupo yihadista sunita activo en Líbano. Saltó a la fama por primera vez en noviembre de 2013, cuando tomó represalias contra el grupo chiita Hezbollah, después de una serie de enfrentamientos entre locales sunís Baalbek y milicianos de Hezbolá. El grupo es conocido por atacar la embajada iraní en Beirut en 2013 y atacar iglesias cristianas. El 30 de junio del 2014, el grupo juró lealtad al Estado Islámico de Irak y el Levante (ISIS).